# Sankt Lars socken
Sankt Lars socken i Östergötland ingick i Hanekinds härad (före 1898 även i delar av Åkerbo härad och Bankekinds härad), uppgick 1911 i Linköpings stad och området är sedan 1971 en del av Linköpings kommun i Östergötlands län, från 2016 inom Berga, Johannelunds, Ryds, Skäggetorps och Linköpings Sankt Lars distrikt.
Socknens areal var 58,65 kvadratkilometer varav 53,48 land. År 1950 fanns här 19 237 invånare. Sockenkyrkan Sankt Lars kyrka, ligger inte i sockenområdet. 

## Administrativ historik
Sankt Lars socken har medeltida ursprung.
Före 1898 hörde 11,75 kvadratkilometer av socknen till Åkerbo härad: Åby, Kallerstad, Mörtlösa, Torvinge, Köpetorp, Råberga och lägenheten Stjärneberg och 1,35 till Bankekinds härad: Böckestad.Från 1898 alla delar i Hanekinds härad.
Vid kommunreformen 1862 övergick socknens ansvar för de kyrkliga frågorna till Sankt Lars församling och för de borgerliga frågorna till Sankt Lars landskommun. Landskommunen inkorporerades 1911 i Linköpings stad som 1971 uppgick i Linköpings kommun.  För församlingen skedde över åren flera mindre gränsjusteringar med grannförsamlingar, där ett större område väster och nordväst 1961 överfördes till Linköpings församling. Ur församlingen utbröts 1972 Linköpings Berga församling och Linköpings Johannelunds församling.
1 januari 2016 inrättades distrikten Berga, Johannelund, Ryd, Skäggetorp och Linköping Sankt Lars, med samma omfattning som motsvarande församlingar hade 1999/2000 och fick 1972 och 1989, och vari detta sockenområde ingår.
Socknen har tillhört samma fögderier och domsagor som socknens härader.  De indelta soldaterna tillhörde  Första livgrenadjärregementet, Livkompanit och Andra livgrenadjärregementet, Linköpings kompani

## Geografi
Sankt Lars socken sträcker sig norrut till sjön Roxen, i öster kring Stångån och även delvis söder och väster om staden. Socknen består av bördig slättmark på Östgötaslätten (idag till stor del bebyggt område). 

## Gårdar
Sankt Lars socken bestod av gårdarna:
- Hanekinds härad: Berga gård, Blästad, Lilla Brostorp, Stora Brostorp, Gudmunstorp, Haninge, Kråksäter eller Sveden, Raelstorp, Rosenkälla, Ryds herrgård, Rävantorp, Siggantorp, Smedstads herrgård, Spångerum, Säby, Tannefors, Tornby gård, Lilla Ullevi, Stora Ullevi, Valla, Vidingsjö, Åleryd och Ånestad, samt Djurgården.[2]

- Åkerbo härad: Kallerstads säteri, Köpetorp, Mörtlösa, Råberga, Torvinge och Åby.[2]

- Bankekinds härad: Böckelstad.[2]

## Namnet
Namnet (1383 Sancta Lafrintza) kommer från kyrkan som helgats åt martyren Sankt Laurentius (Sankt Lars).

### Fotnoter
1. 1 2  Svensk Uppslagsbok Sankt Lars socken/Församling (Linköping) Arkiverad 19 augusti 2015 hämtat från the Wayback Machine.
2. 1 2 3 4  S:t Lars socken i Anton Ridderstad, Historiskt, geografiskt och statistiskt lexikon öfver Östergötland (1875–1877)
3. ↑  Hanekinds härad Arkiverad 3 december 2023 hämtat från the Wayback Machine. Rikets ekonomiska karteverk
4. ↑  Uppgifter från 1888 Nordisk familjebok
5. ↑  Kyrkoarkivet för  Sankt Lars socken – Nationella arkivdatabasen, Riksarkivet
6. ↑  Harlén, Hans; Harlén Eivy (2003). Sverige från A till Ö: geografisk-historisk uppslagsbok. Stockholm: Kommentus. Libris 9337075. ISBN 91-7345-139-8
7. ↑  ”Församlingar”. Statistiska centralbyrån. https://www.scb.se/hitta-statistik/regional-statistik-och-kartor/regionala-indelningar/forsamlingar/. Läst 30 december 2022.
8. ↑  Administrativ historik för Sankt%20Lars socken (Klicka på församlingsposten). Källa: Nationella arkivdatabasen, Riksarkivet.
9. ↑  Mats Wahlberg, red (2003). Svenskt ortnamnslexikon. Uppsala: Institutet för språk och folkminnen. Libris 8998039. ISBN 91-7229-020-X. https://isof.diva-portal.org/smash/get/diva2:1175717/FULLTEXT02.pdf